# Werfpop
Werfpop is een jaarlijks popfestival in de Nederlandse stad Leiden. Het vindt midden juli plaats in de Leidse Hout. Het is het grootste en oudste festival van die stad.
De eerste editie werd in 1982 georganiseerd in het Leidse Van der Werfpark, waar het festival zijn naam aan ontleent. Indertijd waren enkele honderden bezoekers getuige van de optredens van vijf bands. Latere edities trokken duizenden en zelfs tienduizenden bezoekers. In 2002 werd eenmalig uitgeweken naar de Garenmarkt en daarna werd duidelijk dat Werfpop niet meer terug zou keren naar het park vanwege een slechte bodemgesteldheid. Het festivalterrein werd verlegd naar het natuurpark de Leidse Hout. 
De programmering van Werfpop bestaat uit ongeveer 12 acts die, verdeeld over twee podia, spelen tussen ongeveer 13:30 en 23:00 uur. Traditioneel vindt het festival plaats op de tweede zondag van juli, maar er waren uitzonderingen.

## Edities

### 2009
In 2009 bezochten ongeveer 25.000 bezoekers Werfpop waarmee dit de meest succesvolle editie was. De programmering bestond uit De Droomdenkers, Klavan Gadjé, theFringe, Rigby, The Madd, the Death Letters, Maikal X, Antwerp Gipsy Ska Orchestra, Napalm Death, Voicst en Infadels. Rapper Dio (gepland bij The Madd) zei - evenals op de 'Zomerjam', ook in Leiden - op het laatste moment ziek af. 
Op het achterveld was een programmering van: Cosmic Combination met eerst Worldmuziek (Dunya Soundsystem aka DJ's Polyesta en Miss World) en daarna Goa/Psytrance (met DJ's Jay, Xebeche, Yucka en Bor).

### 2010
Werfpop vond plaats op zaterdag 10 juli 2010 omdat op de traditionele 2e zondag van juli de WK-voetbalfinale geprogrammeerd stond. Onder meer traden op: Moke, De Jeugd van Tegenwoordig, The Subs (B) en opnieuw verzorgde DJ-collectief de Cosmic Combination (Goa/Psytrance) het achterveld.

### 2011
Dit was een feestelijk jubileumjaar voor Werfpop, de 30e editie. Dit werd onder andere gevierd met 'Ring the bells for Werfpop', een speciaal concert op het carillon van het Leidse stadhuis op zaterdagmiddag 18 juni 2011. Hier werden bewerkingen van nummers van bands die de afgelopen jaren op Werfpop hebben gestaan gespeeld door beiaardier Paul Maassen en de meeste nummers zijn uitgeschreven door Jasper van der Ven.
Zaterdag 9 juli werd er ter gelegenheid van de dertigste verjaardag van Werfpop een speciaal geschreven Rockopera opgevoerd waarin een aantal hoogtepunten uit 30 jaar Werfpop naar voren kwamen. Optredende groepen uit het verleden, het noodweer, de rechtszaak om Werfpop te verbieden en nog veel meer. De Rockopera liet zien hoe een klein festival met ups en downs kan uitgroeien tot een groot regionaal festival met ruim 25.000 bezoekers.
En ten slotte op zondag 10 juli 2011 het festival met de volgende line-up: Cosmic Combination DJ's, Project D, Fat Angel, The Qemists (UK), Werfpop Allstar Orkest, Boef en de Gelogeerde Aap, Skindred, Kensington, Baskerville, Tim Knol, Sergent Garcia (FR), Monster Magnet (USA).

### 2012
Zondag 8 juli, met o.a. Sepultura, Eli "Paperboy" Reed, De Staat, Kraantje Pappie, Le Peuple de l'Herbe en Merdan Taplak.

### 2013
Zondag 14 juli, met o.a. Suicidal Tendencies, Black Sun Empire, Goose, John Coffey, Fresku, Postmen en The Kik.

### 2014
Zondag 20 juli, met o.a. Soulfly, The Opposites, Chef'Special, The Phantom Four en The Slackers.

### 2015
Zondag 12 juli, met o.a. Danko Jones, Typhoon, John Coffey, Falco Benz, The Deaf, Black Sun Empire en Pro-Pain.

### 2016
Zondag 17 juli, met o.a. De Jeugd Van Tegenwoordig, Iguana Death Cult, Memphis Maniacs, Rico & Sticks en DeWolff.

### 2017
Zondag 16 juli, met o.a. Dool, Apocalyptica, Prong, Sue the Night en Merdan Taplak

### 2018
Zondag 8 juli, met o.a. CUT_, Blaudzun, Kraantje Pappie, Klangstof, Luwten, Joost van Bellen en De Likt